# Ilja Koelik
Ilja Aleksandrovitsj Koelik (uitspraakⓘ) (Russisch: Илья Александрович Кулик) (Moskou, 23 mei 1977) is een Russisch voormalig kunstschaatser. Koelik nam deel aan de Olympische Winterspelen 1998 en werd daar olympisch kampioen bij de mannen.

## Biografie
Koelik won in november 1994 de WK junioren en veroverde enkele maanden later de Europese titel. Hij werd negende bij zijn eerste WK. Het jaar erop won hij zilver bij de wereldkampioenschappen en brons bij de Europese kampioenschappen. In het seizoen 1996-97 greep Koelik net naast de podiumplekken, maar een jaar later won hij wel de Grand Prix-finale. Door rugproblemen moest hij de EK en WK laten schieten. Desondanks veroverde de twintigjarige Koelik in Nagano olympisch goud bij zijn eerste, en naar later bleek enige, deelname aan de Olympische Winterspelen. Kort erna beëindigde hij zijn kunstschaatscarrière.
In de jaren erna schaatste hij in diverse ijsshows. De in Rusland geboren Koelik woont met zijn gezin in de Verenigde Staten. Hij kreeg in 2001 een dochter met kunstschaatsster Jekaterina Gordejeva, weduwe van Sergej Grinkov. Van 2002 tot 2016 waren ze gehuwd.

## Belangrijke resultaten
| Kampioenschap           | 92/93 | 93/94 | 94/95  | 95/96         | 96/97         | 97/98         |
| ----------------------- | ----- | ----- | ------ | ------------- | ------------- | ------------- |
| Olympische Spelen       |       |       |        |               |               | Goud          |
| Wereldkampioenschap     |       |       | 9e     | Zilver        | 5e            |               |
| Europees kampioenschap  |       |       | Goud   | Brons         | 4e            |               |
| Grand Prix-finale       |       |       |        | 4e            | 4e            | Goud          |
| Nationaal kampioenschap |       |       | Zilver | Zilver        | Goud          | Goud          |
| WK junioren             | Brons | 11e   | Goud   | geen deelname | geen deelname | geen deelname |

1908: Ulrich Salchow ·
1920: Gillis Grafström ·
1924: Gillis Grafström ·
1928: Gillis Grafström ·
1932: Karl Schäfer ·
1936: Karl Schäfer ·
1948: Richard Button ·
1952: Richard Button ·
1956: Hayes Alan Jenkins ·
1960: David Jenkins ·
1964: Manfred Schnelldorfer ·
1968: Wolfgang Schwarz ·
1972: Ondrej Nepela ·
1976: John Curry ·
1980: Robin Cousins ·
1984: Scott Hamilton ·
1988: Brian Boitano ·
1992: Viktor Petrenko ·
1994: Aleksej Oermanov ·
1998: Ilja Koelik ·
2002: Aleksej Jagoedin ·
2006: Jevgeni Pljoesjtsjenko ·
2010: Evan Lysacek ·
2014: Yuzuru Hanyu ·
2018: Yuzuru Hanyu ·
2022: Nathan Chen
- Library of Congress Control Number: no2014149559
- Virtual International Authority File: 312881875
- WorldCat: E39PBJmDpYF96GHQTq6Bb6RqcP